# Borislav Cvetković
Borislav Boro Cvetković (ur. 30 września 1962 w Karlovacu) – chorwacki piłkarz występujący na pozycji napastnika. Brat innego piłkarza, Zvjezdana Cvetkovicia.

## Kariera klubowa
Cvetković zawodową karierę rozpoczynał w 1980 roku w Dinamie Zagrzeb. W 1982 roku zdobył z nim mistrzostwo Jugosławii, a w 1983 roku wygrał rozgrywki Pucharu Jugosławii. W Dinamie spędził sześć lat. W tym czasie rozegrał tam 151 spotkań i zdobył 44 bramki.
W 1986 roku Cvetković odszedł do Crvenej Zvezdy. W 1987 roku został królem strzelców Pucharu Mistrzów. W 1988 roku zdobył z drużyną mistrzostwo Jugosławii. W tym samym roku wyjechał do Włoch, gdzie został graczem zespołu Ascoli Calcio z Serie A. W 1990 roku spadł z nim do Serie B. W Ascoli występował jeszcze przez rok. W sumie zagrał tam w 88 meczach i strzelił 20 goli.
Następnie Cvetković grał w Maceratese oraz Kasertanie. W 1994 roku powrócił do Jugosławii, gdzie został piłkarzem Borca Čačak, w którego barwach w 1995 roku zakończył karierę.

## Kariera reprezentacyjna
W reprezentacji Jugosławii Cvetković zadebiutował 1 czerwca 1983 roku w wygranym 1:0 towarzyskim meczu z Rumunią. W 1984 roku został powołany do kadry narodowej na Mistrzostwa Europy. Zagrał tam w pojedynkach z Belgią (0:2) oraz Danią (0:5). Z tamtego turnieju Jugosławia odpadła po fazie grupowej. W tym samym roku Cvetković zajął z drużyną narodową 3. miejsce na Letnich Igrzyskach Olimpijskich. W latach 1983–1988 w reprezentacji Jugosławii rozegrał w sumie 11 spotkań i zdobył 1 bramkę.